# Saint-Vaast-en-Chaussée
Saint-Vaast-en-Chaussée är en kommun i departementet Somme i regionen Hauts-de-France i norra Frankrike. Kommunen ligger i kantonen Villers-Bocage som tillhör arrondissementet Amiens. År 2022 hade Saint-Vaast-en-Chaussée 503 invånare.

## Befolkningsutveckling
Antalet invånare i kommunen Saint-Vaast-en-Chaussée
| Referens: INSEE |